# Karelië

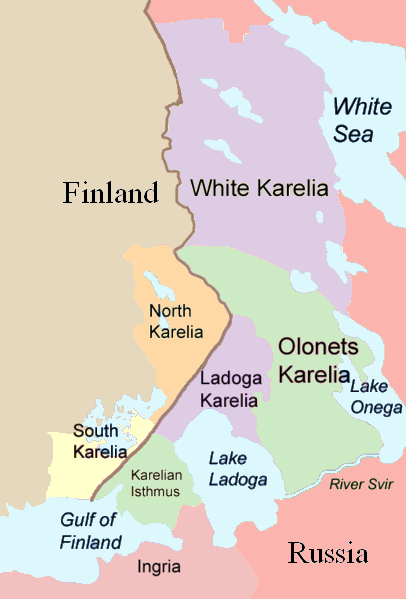
De samenstellende delen van Karelië

Karelië (Fins: Karjala; Russisch: Карелия, Karelija) is een historische regio in Noord-Europa, die gedeeltelijk in Finland, maar voor het grootste deel in Rusland gelegen is.
Het grootste deel van Russisch Karelië maakt deel uit van de republiek Karelië en heeft als hoofdstad Petrozavodsk. Dit gebied omvat de historische landstreken Ladoga-Karelië en Oost-Karelië, waarbij het laatste uiteenvalt in het noordelijke Wit-Karelië en het zuidelijke Olonets-Karelië. Buiten de republiek Karelië, maar binnen de grenzen van Rusland, valt het gedeelte van Karelië dat de Karelische landengte met de steden Vyborg en Priozersk omvat, en dat tot de oblast Leningrad behoort.
Fins Karelië is onder te verdelen in Noord-Karelië of Pohjois-Karjala, en Zuid-Karelië of Etelä-Karjala. Deze beide gebieden hebben de status van departement of maakunta, en hebben respectievelijk Joensuu en Lappeenranta als hoofdstad.

## Gebruik van de naam
Verschillende onderdelen van het gebied worden aangeduid met het toponiem Karelië. Fins Karelië was historisch gezien een provincie van Finland, nu verdeeld tussen Finland en Rusland en veelal aangeduid met Karjala in het Fins. Het oostelijk deel van deze voorheen Lutherse regio werd in de Russisch-Finse Oorlog van 1939-1940 ingelijfd bij Rusland. Dit gebied is het "Karelia" uit het Karelische vraagstuk in de Finse politiek (zie hieronder). Nog verder naar het oosten, tegen het Onegameer aan, lag een deel van Karelië dat in 1919 onder Russisch, c.q. Sovjetgezag bleef. De bevolking hier was voor een deel weliswaar Karelisch, maar van geloof Russisch-orthodox, en daarom sterk gerussificeerd.
De Karelische Republiek is een federale bestuurseenheid binnen Rusland en omvat zowel het voormalig, dat wil zeggen sinds 1919, Finse als ook het steeds Russisch gebleven deel.
In het huidige Finland verwijst Karjala naar de regio's Zuid-en Noord-Karelië.

## Geschiedenis
De Karelische landengte en Ladoga-Karelië maakten tot de Tweede Wereldoorlog deel uit van Finland. Er werd hard gevochten om Karelië tussen Zweden en de Republiek Novgorod in de 13e eeuw. Het Verdrag van Nöteborg - Fins: Pähkinäsaaren rauha, in 1323 verdeelde Karelië in tweeën. Vyborg of Viipuri, werd de hoofdstad van deze nieuwe Zweedse provincie.
Het Verdrag van Nystad - Fins: Uudenkaupungin rauha, in 1721 tussen het Keizerrijk Rusland en Zweden, droeg het grootste deel van Karelië over aan Rusland. Nadat Finland bezet was door Rusland in de Finse Oorlog, werden delen van de ingelijfde provincies (Oud Finland) samengevoegd tot het Groothertogdom Finland. In het door Rusland geannexeerde gebied van aan de Finnen verwante volken werd nu de stad Sint Petersburg gesticht. In 1917 werd Finland onafhankelijk van Rusland, en de grens werd bevestigd door het Verdrag van Tartu in 1920.
Finse partizanen waren betrokken bij pogingen om het gezag van de Bolsjewieken in Russisch Karelië (Oost-Karelië) omver te werpen in de periode 1918-1920, bijvoorbeeld tijdens de mislukte Aunus-expeditie. Deze hoofdzakelijk private ondernemingen werden stopgezet na het vredesverdrag van Tartu. Na het einde van de Russische burgeroorlog en het tot stand komen van de Sovjet-Unie in 1922 werd het Russische deel van Karelië omgedoopt tot de Autonome Karelische Republiek van de Sovjet-Unie (ASSR).
Eind november 1939 viel Stalin Karelië aan, tijdens de zogenaamde winteroorlog. Finland weerde zich dapper, maar moest Karelië in maart 1940 uiteindelijk afstaan. De autochtone bevolking van Kareliërs en Finnen (450.000) vluchtte naar Finland.
Op 25 juni 1941 was het Finse gezag weer terug, nu met Duitse hulp. Tijdens het Finse bewind kwam de Karelische bevolking deels terug. Ze werd in verschillende groepen ingedeeld op basis van etnische afkomst. Hierbij kregen etnische Finnen en "verwante volkeren" zoals Kareliërs, Wepsen, Woten en Ingriërs volledig Fins staatsburgerschap en werden Russen en Oekraïners, voor zover niet gevlucht, opgesloten in concentratiekampen.

Volgens Finse bronnen werden circa 24.000 Kareliërs van Russische afkomst in een concentratiekamp geplaatst, ongeveer de helft van de Russische bevolking van het door Finnen bezette deel van Karelië. De levensomstandigheden waren er slecht, en het sterftepercentage navenant hoog.
In totaal werden er 64.000, voornamelijk Russische, Sovjetburgers in Finse concentratiekampen opgesloten, waarvan er 18.000 omkwamen.
Op 19 september 1944 waren de rollen weer omgedraaid en verjoeg het Sovjetleger de Finnen uit Karelië. Opnieuw vluchtten de autochtone Kareliërs en kwamen veel Russen terug, of als immigranten in hun plaats. Voor de nabestaanden van de 25.000 in de strijd om Karelië gesneuvelde Finse soldaten werd het hier afgebeelde rouwkruis van de Orde van het Vrijheidskruis ingesteld.

## Politiek
Karelië is verdeeld tussen Rusland en Finland. De Karelische Republiek is een federaal onderdeel van Rusland, ontstaan uit de Karelische ASSR in 1991. De Karelische landengte of isthmus behoort tot de oblast Leningrad. Het Finse deel bestaat uit de regio's (Fins: maakunta) Zuid-en Noord-Karelië.
Enkele kleinere groepen Finnen willen de banden aanhalen tussen Finland en Russisch Karelië. De politieke uiting van deze hoop wordt het Karelisch vraagstuk genoemd, en gaat over het Finse herverkrijgen van het door de voormalige Sovjet-Unie (inmiddels Rusland) ingelijfde deel van Karelië. Deze hoop leeft bij enkele Finse groeperingen, met name de Karjalan Litto en ProKarelia. Dit streven naar hechtere banden met Oost-Karelië gaat niet meer over territoriale eisen. Een groot deel van de oorspronkelijke Fins-Karelische bevolking van het - sinds 1944 definitief - Russische Karelië is sindsdien namelijk elders in Finland geherhuisvest.

## Geografisch
Karelië reikt van de Witte Zee tot de Finse Golf. Het bevat de twee grootste meren van Europa: het Ladogameer en het Onegameer. De Karelische landengte bevindt zich tussen de Finse Golf en het Ladogameer.
De grens tussen Karelië en Ingra, het land van de verwante Ingrische volkeren, was oorspronkelijk de rivier de Neva, maar werd later meer noordwaarts geschoven, de Karelische Isthmus op, om de loop van de Sestra en Rajajoki (Russisch: Сестра/Раяйоки) te volgen. De huidige grens bevindt zich in de verstedelijkte omgeving van Sint-Petersburg, die in de periode 1812-1940 de provinciegrens  vormde tussen het Groothertogdom en het overige Rusland.
Aan de andere kant van het Ladogameer wordt de Svir traditioneel beschouwd als de zuidelijke grens van Karelië, met het Saimaameer als de westelijke, en de Witte Zee en het Onegameer als de oostelijke grens. In het Noorden leefden de nomadische Samis, maar er is geen natuurlijke grens, alleen enorme wouden, taiga en toendra.
Karelisch gebied dat voor de Tweede Wereldoorlog behoorde tot Finland wordt Ladoga Karelia genoemd. Wit Karelië is het noordelijke deel van Oost-Karelië en Olonets Karelia is het zuidelijke deel.
Tver Karelia omvat de dorpen in de oblast Tver die bewoond worden door Kareliërs.

### Bewoonde locaties
- Karelische Republiek
  - Petrozavodsk
  - Belomorsk
  - Medvezjegorsk
  - Kalevala
  - Kem
  - Kostomoeksja
  - Kondopoga
  - Sortavala
  - Segezja
  - Pitkjaranta
  - Olonets
- Karelische Landengte
  - Vyborg
  - Priozersk
- Zuid-Karelië
  - Imatra
  - Joutseno
  - Lappeenranta
- Noord-Karelië
  - Joensuu
  - Ilomantsi
  - Kitee
  - Lieksa
  - Nurmes
  - Outokumpu

## Taal
Het Karelisch wordt gesproken in de Karelische Republiek en ook in de Karelische Tver-dorpen. Het Wepsisch wordt gesproken aan beide zijden van de Svir. De zogenaamde Karelische dialecten worden vooral in Fins Zuid-Karelië gesproken en vormen de zuidoostelijke groep van Finse dialecten. Gelijkaardige dialecten worden ook gesproken in Ingria, het gebied tussen de grens met Estland en het Ladoga-meer. Ze verschenen in de 17e eeuw na de Zweedse verovering van het gebied. De oorspronkelijke bewoners van Ingria, de Ingriërs, hebben hun eigen taal die verwant is aan het Karelisch en de zuidoostelijke Finse dialecten. De dialecten in Fins Noord-Karelië behoren tot de Savonische dialecten in Oost-en Centraal-Finland. Kareliërs die geëvacueerd zijn uit Fins Karelië hebben zich in heel Finland gevestigd en vandaag zijn er ongeveer een miljoen mensen in Finland die hun wortels hebben in de gebieden die de Sovjet-Unie tijdens de Tweede Wereldoorlog heeft ingenomen. In Finland zijn er nog ongeveer 5000 mensen die het Karelisch kunnen spreken.